# Ponç II d'Empúries
Ponç II d'Empúries o Ponç Hug I d'Empúries (ca. 1070 - 1154) fou comte d'Empúries de 1116 fins a la seva mort el 1154. Era el fill d'Hug II d'Empúries i de Sança d'Urgell, heretà el comtat d'Empúries a la mort del seu pare el 1116.
El 1121 renovà els pactes d'ajuda mútua amb Gausfred III de Rosselló, però el comte de Barcelona Ramon Berenguer III l'obligà a trencar-lo i a fer-se vassall seu. Va tenir moltes rivalitats polítiques amb el seu parent Berenguer Renard de Peralada, i també volgué apropiar-se dels delmes i drets dels bisbes de Girona sobre l'església de Castelló d'Empúries. En aquest període entrà al comtat de Besalú i s'apoderà de Llers i Navata. El 1128, però, el comte de Barcelona el comminà a restituir-ho tot.
El 1130 tornà a realitzar un pacte amb Gausfred III, el qual preveia la successió mútua en el comtat que restés vacant. El 1134 participà en les reunions de Pau i treva de Déu realitzades a Lleida. El nou comte de Barcelona, Ramon Berenguer IV li feu jurar fidelitat de nou el 1138. És probable que viatgés amb aquest fins a Almeria el 1147 i participés en la conquesta de Lleida el 1149. El 1147 s'enfrontà a Jofre (I) de Rocabertí i a Gausfred III per la possessió del castell de Requesens.
Del seu matrimoni amb Brunesilda (també escrit Brunisenda) en nasqué el seu hereu, Hug III d'Empúries.